# Pont-Saint-Martin (Francia)
Pont-Saint-Martin è un comune francese di 5 741 abitanti situato nel dipartimento della Loira Atlantica nella regione dei Paesi della Loira.

## Società

### Evoluzione demografica
Abitanti censiti